# San Floriano del Collio
San Floriano del Collio este o comună din provincia Gorizia, regiunea Friuli-Veneția Giulia, Italia, cu o populație de 729 locuitori (1 ianuarie 2023) și o suprafață de 10,63 km².

## Demografie
San Floriano del Collio - evoluția demografică

|  | Graficele sunt indisponibile din cauza unor probleme tehnice. Mai multe informații se găsesc la Phabricator și la wiki-ul MediaWiki. |

Date: Recensăminte sau birourile de statistică - grafică realizată de Wikipedia